# Artona sythoffi
Artona sythoffi es una especie de polilla del género Artona, familia Zygaenidae.
Fue descrita científicamente por Snellen en 1903.